# Virgen de Santerón
La Virgen de Santerón (también, Nuestra Señora la Virgen de Santerón) es una advocación de la Virgen María, cuya ermita se halla en el «rento de Santerón», término municipal de Algarra, provincia de Cuenca (Comunidad Autónoma de Castilla-La Mancha, España).
La imagen actual es una virgen «de vestir» y factura moderna, obra de talleres valencianos, años cuarenta (siglo XX), pues la original de este estilo fue quemada durante al guerra civil española.

## Origen del culto
La historia de la Virgen de Santerón, como la de tantas otras vírgenes de este tipo en el entorno geográfico aragonés y castellano –«Virgen de la Fuensanta» (Villel, Teruel), «Virgen de la Zarza» (Cañete, Cuenca), «Virgen de Tejeda» (Garaballa, Cuenca), «Virgen de Valdeoña» (Salvacañete, Cuenca)-, proviene de la Baja Edad Media, relacionándose con la conquista cristiana de estos lugares a comienzos del siglo XIII (1210), y tiene su origen en «hallazgos» o «apariciones» relacionadas con pastores.
El «hallazgo» o «aparición» de la imagen de cualquiera de estas vírgenes carece del menor apoyo documental, fundándose en la tradición y la leyenda. A mediados del siglo XVIII (1750), fray Roque Alberto Faci escribe:

«... se ha de conjeturar la Aparición de María santísima en éste, ó en aquel pueblo, quando libre el Lugar de la opresión tirana de los Sarracenos, podía darla libremente culto; de manera, que habiendo sido las Sagradas imágenes escondidas, para que no fuesen profanadas, no hay mejor medio para colegir, poco más ó menos, el quándo aparecieron, que atender al tiempo en que los Lugares se conquistaron».
Del paisaje, alma del Rincón de Ademuz, Alfredo Sánchez Garzón

Respecto a las características del hallazgo de la Virgen de Santerón, la tradición recurre -en el medio rural en el que tiene lugar el descubrimiento de la imagen-, a un humilde pastorcito «que andaba pastando su rebaño por la zona». Al acercarse a una fuente oyó un ruido, y pensando sería una libre lanzó su cayado, con la intención de batirlo: al ir por la pieza observó que junto al cayado había una imagen de la Virgen con un Niño, ambas con el brazo derecho roto, presuntamente por el bastonazo:

«[El pastorcito] dio a conocer su hallazgo a las gentes de los pueblos del entorno. La imagen fue llevada en procesión hasta Algarra, en cuya iglesia permaneció durante algún tiempo. Sin embargo, puesto que la imagen había aparecido en la Sierra, los aldeanos entendieron que era allí donde la Virgen deseaba ser venerada: razón por la que juntos levantaron una ermita en el lugar del hallazgo».
Del paisaje, alma del Rincón de Ademuz, Alfredo Sánchez Garzón

Como ha sido puesto de manifiesto, la narración del hallazgo de la imagen ha evolucionado con el tiempo, ya que en otros relatos el «humilde pastorcito» se convierte en «devoto caminante», incluso en «caballero en brioso cocel»; asimismo sucede con el lugar (escenario) del halazgo, ya que desde un inicial espacio «árido y despoblado», se pasa a una «zona de pasto» que acaba convirtiéndose en un «hermoso prado», evolución que ha afectado también al manantial, que de simple «fuente» acaba convirtiéndose en «fuente cristalina»: se trata pues de un embellecimiento progresivo, como conviene a la idealización (abstracción) de toda leyenda viva que se precie.-
En cuanto a la construcción de la ermita, fábrica del siglo XVIII, con cúpula octogonal y artesonado mudéjar -una vecina de Negrón (Vallanca), Felicitas-Sagrario Adalid Novella (1954-2008)-, cantaba unas letrillas al respecto: ¡Oh Virgen de Santerón!/ ¿Quién te ha hecho esa capilla?/ -Entre Vallanca y Negrón,/ Algarra y Garcimolina -alidiendo a que la construcción del ermitorio pudo ser una obra conjunta, costeada por los vecinos de los pueblos y lugares que se citan-.

## Historia de la imagen
La actual imagen de la Virgen de Santerón es una imagen de las «de vestir», realizada en los años cuarenta del (siglo XX), ya que la original fue destruida durante la revolución y guerra civil española (1936-1939), hecho documentado el 15 de agosto de 1936, en que tuvo lugar la «Quema de todos los objetos, alhajas e imágenes y destrucción de los altares de la Iglesia y Ermita locales», acto en el que participó «Todo el vecindario, obligado bajo amenaza por las autoridades rojas de entonces».
Según testimonio de Francisco Martínez Marín (Algarra, 1927), durante la guerra quemaron todo lo que contenía la ermita de Santerón: 

[Quemaron] la imagen de la Virgen, las andas, las cruces, los estandartes y todo lo que pillaron... Sólo se salvó la caja de la Virgen, la que utilizaba el ermitaño para ir a pedir (limosna) por los pueblos; se salvó porque la escondió el santero... Una mujer nacida en el rento Callejones contaba que siendo zagaluchona vio como bajaba un grupo de gente hacia la ermita, con aliagas encendidas y vociferando que iban a quemar la Virgen y todo eso; y fue cuando la quemaron... Otra mujer de Garcimolina contaba que antes de quemarla le sacaron los ojos a la imagen; y que después, el que le saltó los ojos, por no sé qué motivo se quedó tuerto, y le decían: Ves, ¡Dios castiga y no con palo!, eso te pasa por haberle sacado los ojos a la Virgen... Yo no sé por qué le sacaría los ojos, pensaría él que valían algo...».
La Virgen de Santerón en la memoria, Alfredo Sánchez Garzón

La nueva imagen se hallaba habitualmente en su Ermita de Santerón, pero hace unos años fue robada (2001), y encontrada por la Guardia Civil en Altea (Alicante), merced a la denuncia interpuesta por el Ayuntamiento de Algarra ante la Comandancia del puesto de Landete (Cuenca). En el atestado la imagen se define como «de aproximadamente un metro de altura, con niño de madera, portando corona dorada y con un manto color verde, teniendo unos sesenta años de antigüedad, llevando la misma dos cadenas, una de oro y otra de plata». Tras la recuperación de la imagen, ésta fue restaurada en talleres de Valencia. El coste de la restauración corrió a cargo de unos devotos vecinos de Algarra.
Previamente, sin embargo, hubo otra imagen de la Virgen de Santerón, una obra de talla hallada hace medio siglo, con motivo de unas obras en la iglesia parroquial de Algarra, se hallaba en un hueco al pie del altar mayor. La imagen sedente de la Virgen con Niño fue evaluada por especialistas en valencia, que confirmaron su valor y antigüedad (siglo XIII-siglo XIV), siendo trasladada a Cuenca, por razones de seguridad. La imagen se hallaba muy perjudicada: «El deterioro es grande, habiendo perdido la mano derecha de la Virgen, la cara y mano derecha del Niño, y toda la policromía».-
La supuesta imagen románica de la Virgen de Santerón se halla actualmente en Cuenca, inventariada y descrita en el Catálogo Monumental de la Diócesis de Cuenca. Esta imagen formó parte destacada de la muestra de arte diocesano que se exhibió en la sala capitular de la Catedral de Cuenca, realizada en 1998, con motivo del VIII Centenario de la venida de San Julián a Cuenca.

## Fiestas en su honor
- Anualmente, la celebración de la Virgen de Santerón tiene lugar en la ermita de su nombre, por Pentecostés.[13]

- Cada siete años tiene lugar la Romería de Santerón: la celebración festivo-religiosa se produce en el contexto de un septenario, en el que la imagen de la Virgen es bajada a hombros en romería desde la ermita de Santerón a Vallanca, y a cabo nueve días, cumplido en novenario, la imagen es devuelta a su ermitorio por el mismo medio.

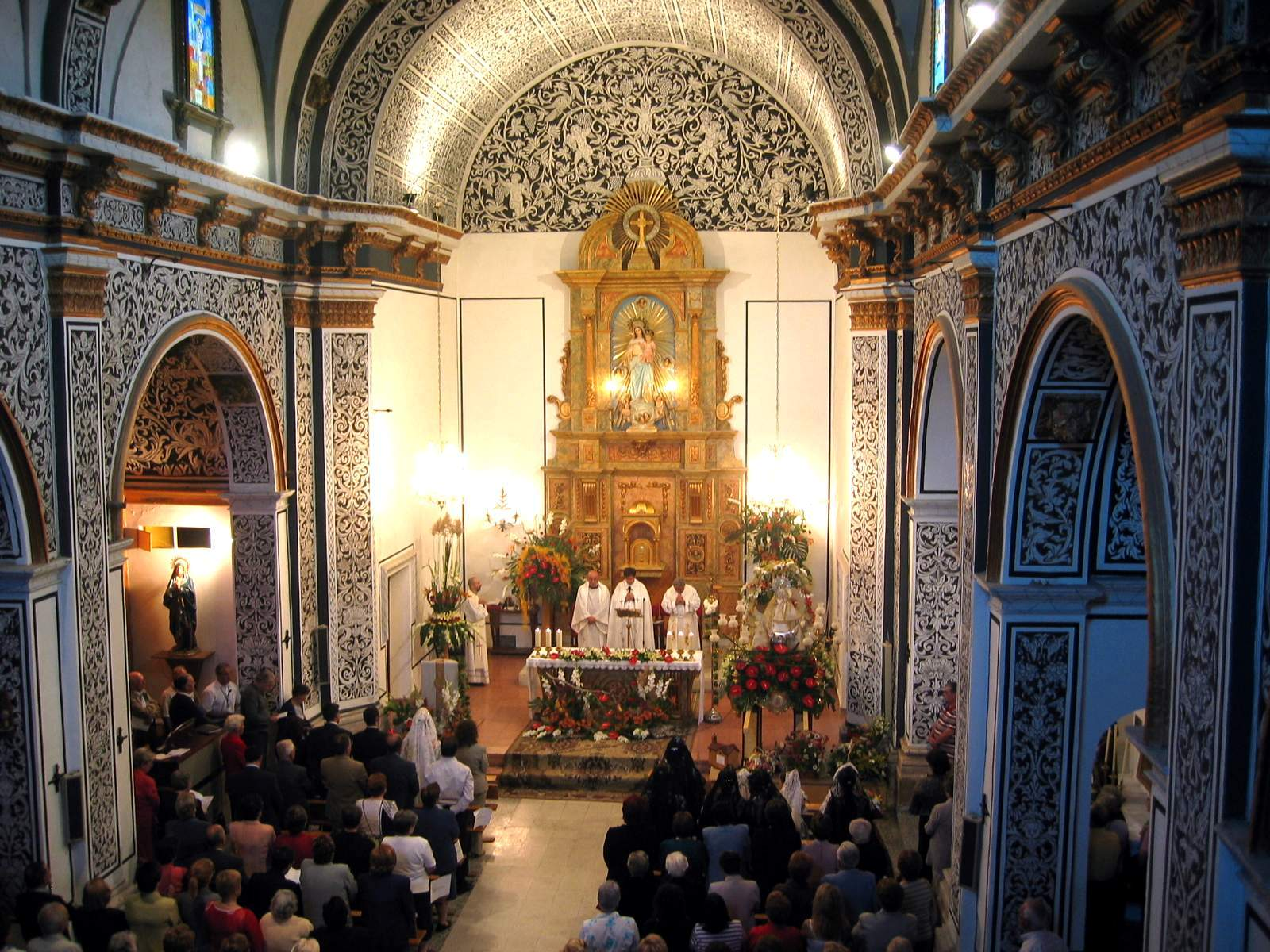
Celebración religiosa en la iglesia parroquial de Vallanca (Valencia), durante el XLI septenario, año 2005.

## La Virgen de Santerón y Vallanca
El origen de la devoción de los vallanqueros por la Virgen de Santerón, como el mismo hallazgo de la imagen, se halla fundado en la tradición y la leyenda, en tanto no hay registro documental que lo acredite. Parece que los moradores de la villa sufrieron algún tipo de peste o sequía, que afectó a todos los hogares del lugar. Ante tamaña desgracia, el Consejo local convino hacer una rogativa hasta la ermita de Santerón, en Algarra (Cuenca), implorando la intercesión de la Virgen, y su protección: todo el vecindario, precedido por una cruz procesional, autoridades civiles y religiosas incluidas, se encaminaron a la ermita algarreña y se bajaron en andas la imagen de la Virgen a Vallanca, colocándola en el altar mayor, al tiempo que le ofrecían un novenario. Sea como fuere, el mal cesó, los enfermos mejoraron y el pueblo y autoridades, agradecidos por la intercesión divina acordaron celebrar cada siete años un novenario a la imagen de la Virgen de Santerón, en recuerdo y agradecimiento por el bien recibido. Este es el origen tradicional de los Septenarios en honor de la Virgen de Santerón -que congrega gran cantidad de fieles de ambos lados de la sierra de Santerón, de Castilla-La Mancha, Valencia y Aragón-: el primero tuvo lugar hacia 1718, apenas concluida la guerra de sucesión española (1701-1714). El último fue el «XLII Septenario» y tuvo lugar en 2012, el próximo será en 2019.

## Cofradía de Santerón
Con fecha 26 de agosto de 1997 tuvo lugar una convocatoria vecinal en la Iglesia parroquial de Nuestra Señora de los Ángeles, con el propósito de constituir la «Cofradía de Santerón». En aquella reunión se eligió una Junta provisional bajo la presidencia de doña Alicia Monleón Monleón, refrendada dos días después (28 de agosto). La asociación «invita a cuantos sientan devoción por la Virgen de Santerón, para que se hagan cofrades de la misma, con independencia del lugar de residencia». La cofradía fue confirmada por el arzobispo de Valencia, cardenal Agustín García-Gasco,  el 5 de octubre de 2004.

## Galería

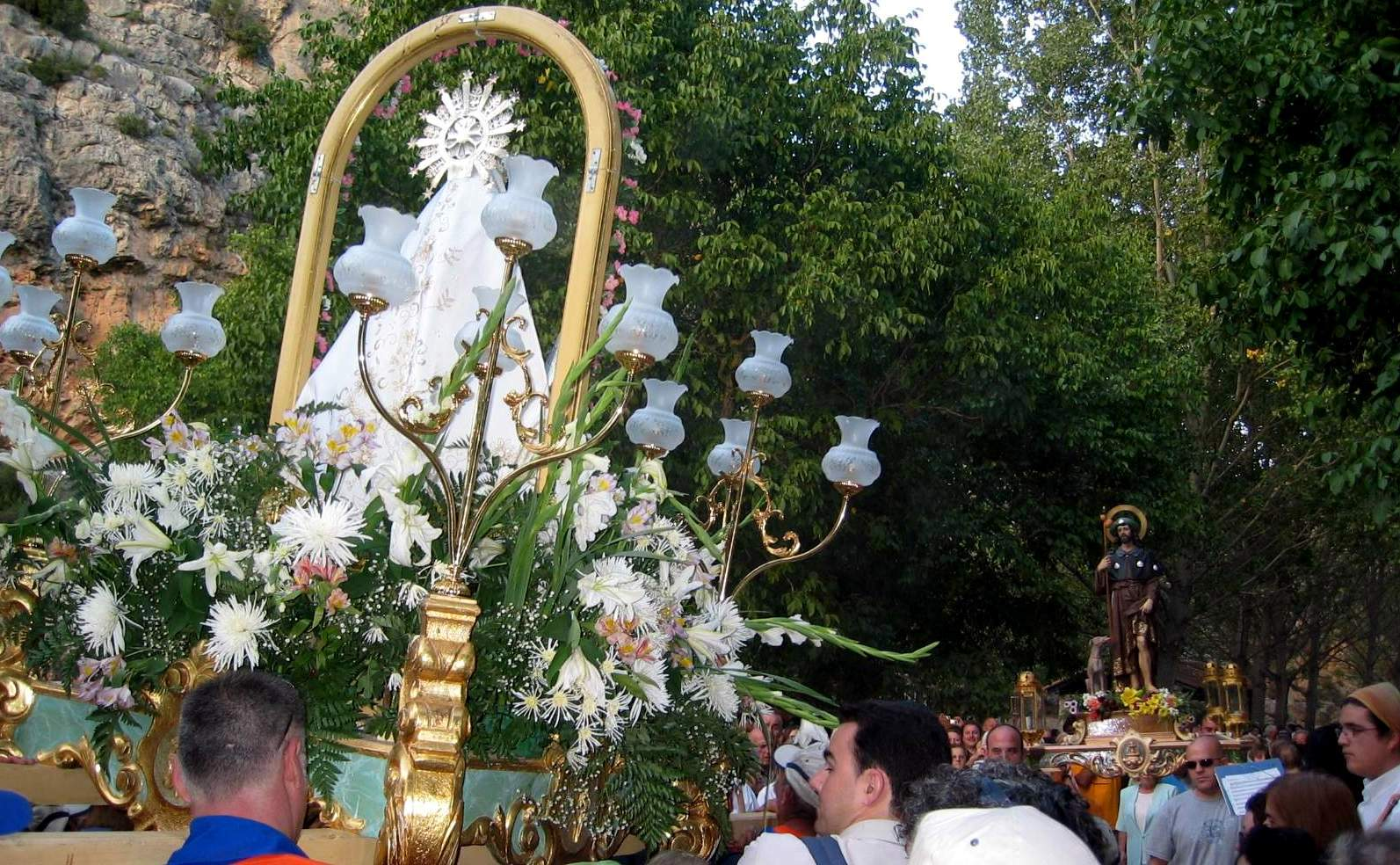
Romería de Santerón, detalle de la arribada de los peregrinos a «La Vega» de Vallanca, encuentro con la imagen de san Roque, año 2005.
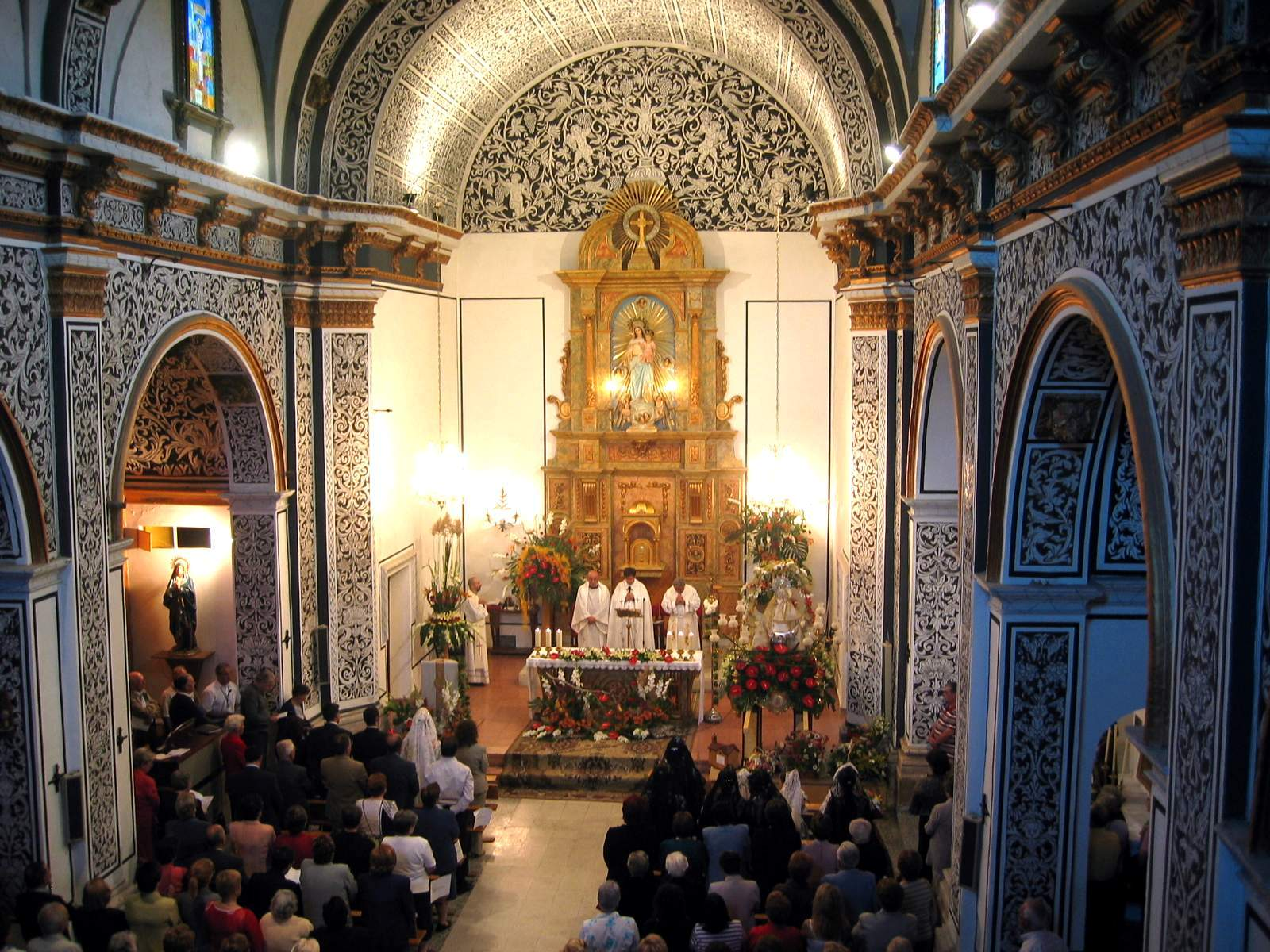
Celebración religiosa en la iglesia parroquial de Vallanca (Valencia), durante el XLI septenario, año 2005.
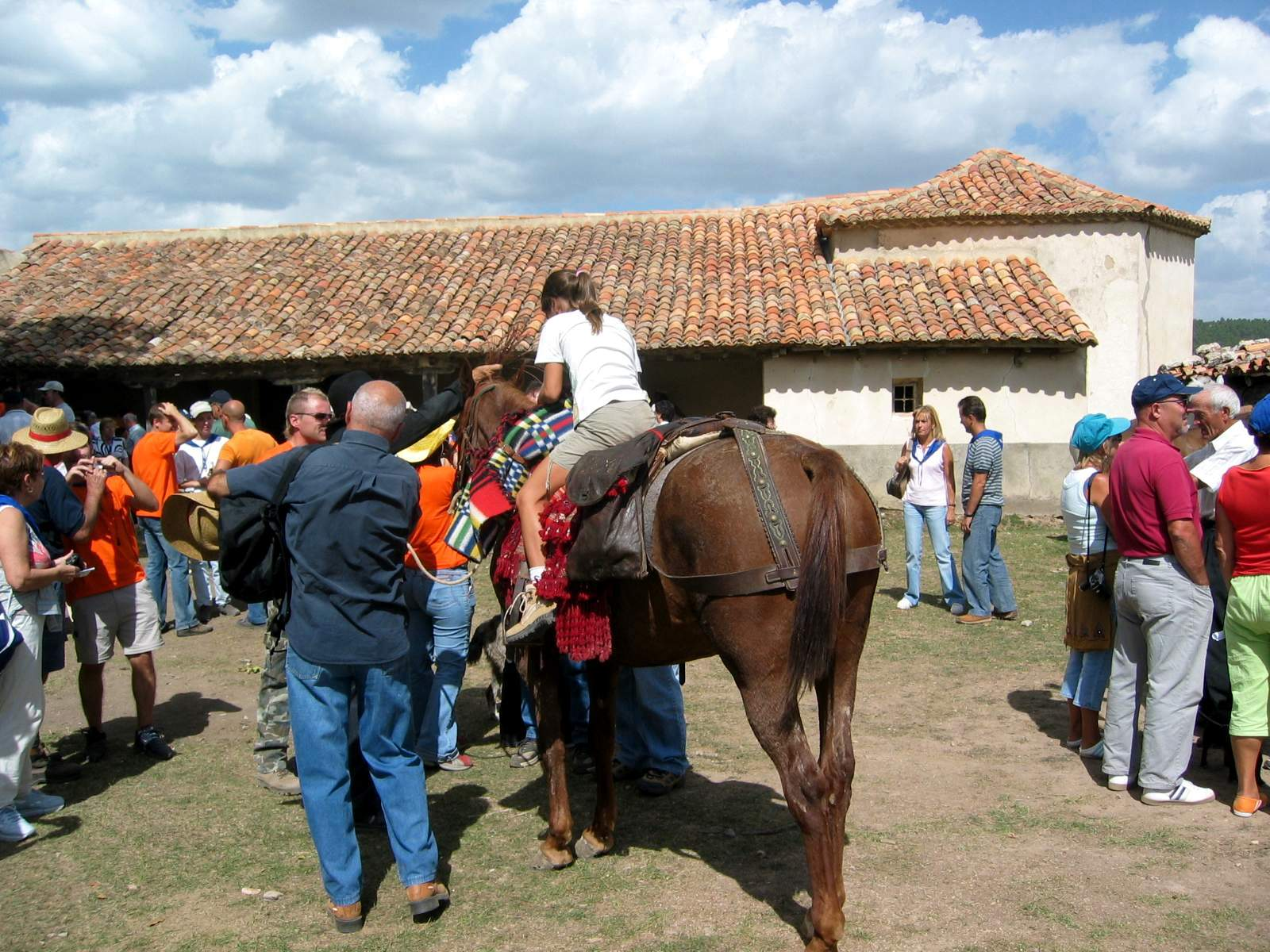
Vista parcial de la ermita de Santerón en Algarra (Cuenca), con detalle de peregrinos y caballerías, en el XLI Septenario, año 2005.
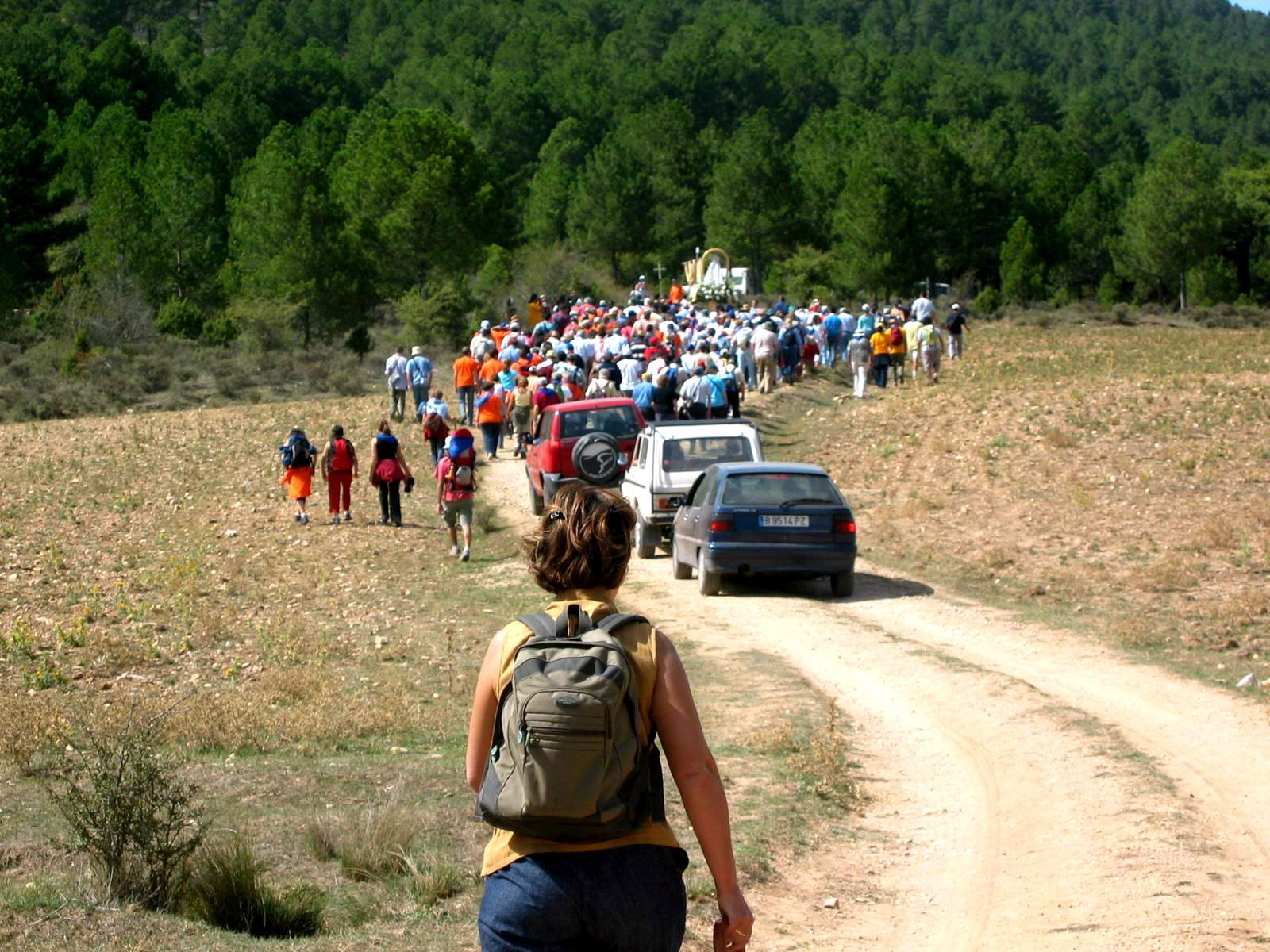
Romería de Santerón, salida de peregrinos de la ermita de Santerón, con la imagen de la Virgen, camino del primer descansadero, en el XLI Septenario, año 2005.
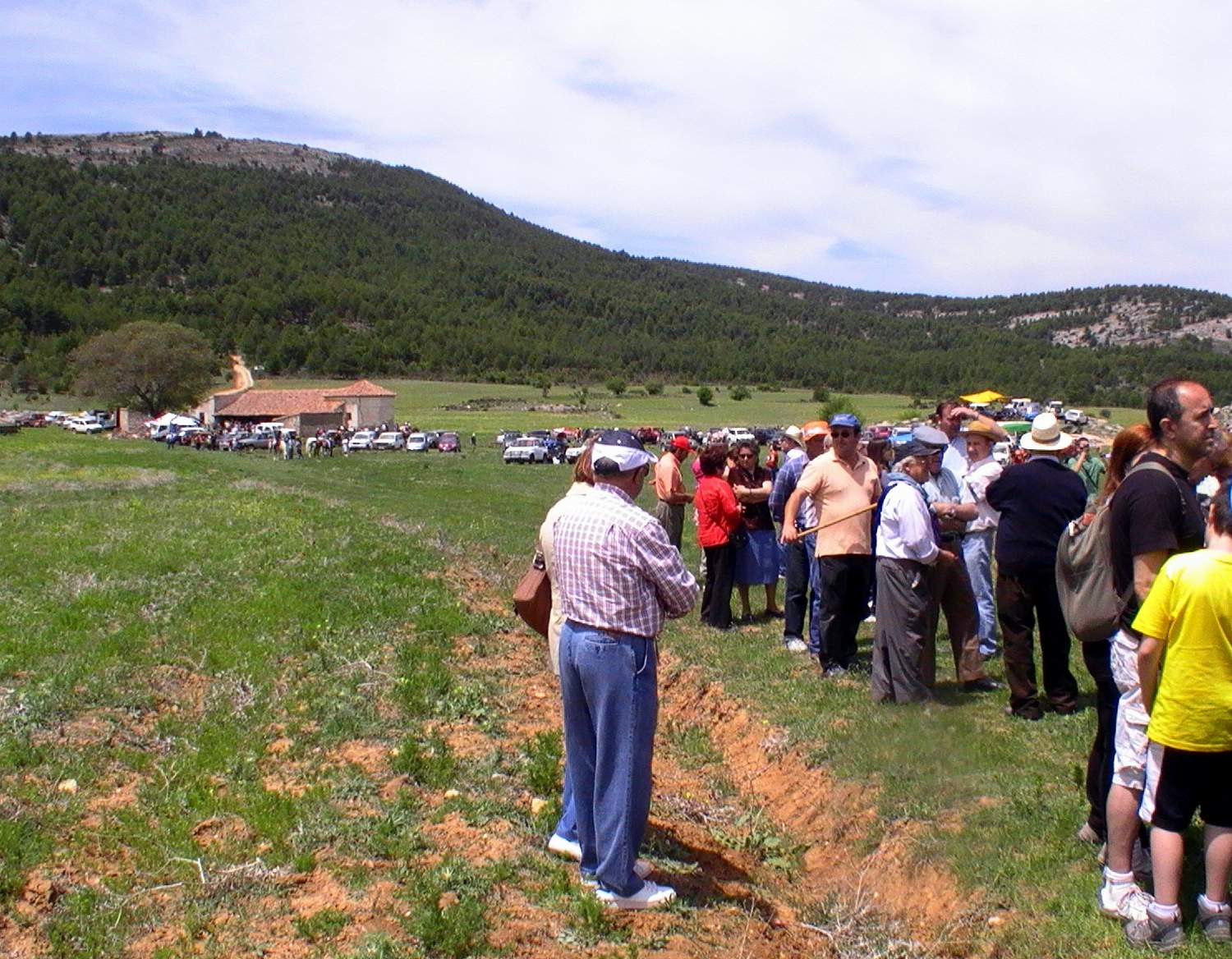
Detalle de la procesión de Pentecostés en la ermita de Santerón, Algarra (Cuenca), desde la «Mesa de la Virgen», año 2012.
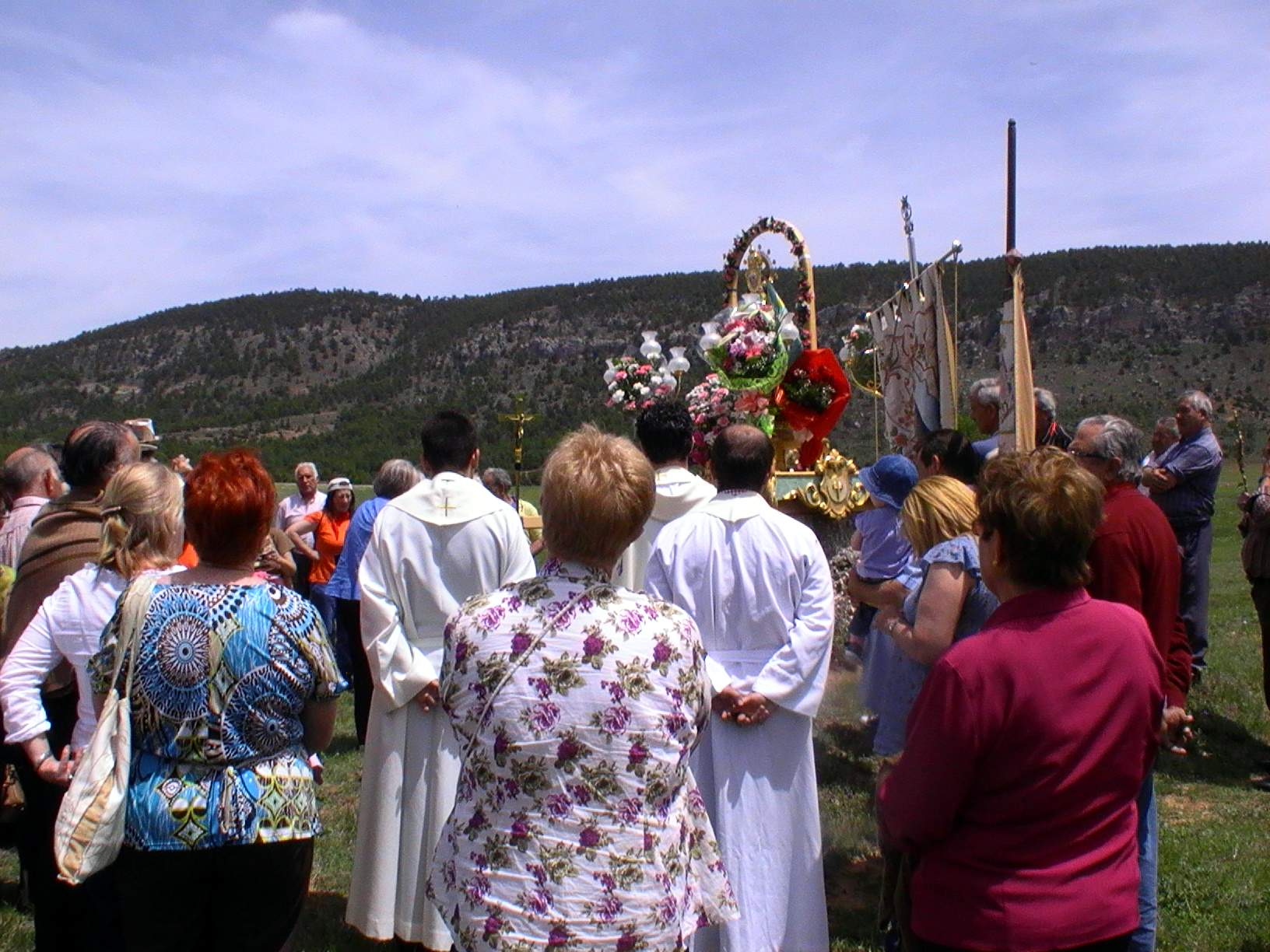
Detalle de la procesión de Pentecostés en la ermita de Santerón, Algarra (Cuenca), desde la «Mesa de la Virgen», año 2012.